# Barra do Ouro
Barra do Ouro este un oraș în Tocantins (TO), Brazilia.